# Cyphostemma vezensis
Cyphostemma vezensis är en vinväxtart som beskrevs av Descoings. Cyphostemma vezensis ingår i släktet Cyphostemma och familjen vinväxter. Inga underarter finns listade i Catalogue of Life.